# Lorena Ochoa
Lorena Ochoa (ur. 15 listopada 1981(dts)) – meksykańska zawodowa golfistka, która gra na LPGA Tour i obecnie zajmuje pierwsze miejsce w światowym rankingu golfistek. Będąc pierwszym reprezentantem Meksyku, który został liderem światowego rankingu (bez względu na płeć) uznawana jest za najlepszego meksykańskiego golfistę wszech czasów. W 2018 zaliczona do międzynarodowego grona Barbie Sheroes, jako kobieta wzór dlaziewcząt.

## Kariera amatorska
Ochoa swoją golfową edukację rozpoczęła w wieku 5 lat, mieszkając w bezpośrednim sąsiedztwie Guadalajara Country Club.
Pierwszy turniej na poziomie stanowym wygrała mając sześć lat, a już rok później triumfowała w pierwszym turnieju krajowym. Łącznie będąc juniorem zdobyła trofea w 22 zawodach stanowych i 44 krajowych. Pięć razy z rzędu wygrała Junior World Golf Championships.
W 2000 została studentką Uniwersytetu Arizony i otrzymała stypendium golfowe.
W 2001 została wybrana do pierwszej drużyny National Golf Coaches Association (NGCA) 2001 All-America,
triumfowała w Pac-10 Women's Golf Championships,
oraz zdobyła tytuł PAC-10 Freshman/Newcomer of the Year.
W latach 2001 i 2002 grała w składzie pierwszej drużyny All Pac-10.
Zarówno w sezonie 2001 jak i 2002 została wyróżniona tytułem NCAA Player of the Year Awards, na co zasłużyła m.in. zajmując dwukrotnie w tych latach drugie miejsce w NCAA National Championship.
W 2001 ustanowiła rekord NCAA średniej liczby uderzeń w rundzie wynikiem 71,33. Rok później poprawiła go do poziomu 70,13. W tychże latach została uhonorowana przyznaniem Golfstat Cup, nagrody przeznaczonej dla graczy z najlepszą średnią wyniku względem par przy rozegranych co najmniej 20 rundach.
Podczas drugiego roku studiów na dziesięć startów wygrała ośmiokrotnie, ustanawiając jednocześnie rekord NCAA siedmiu kolejnych wygranych po pierwszych siedmiu turniejach.
W listopadzie 2001 otrzymała z rąk prezydenta Meksyku Vicente Foxa nagrodę Mexico's National Sports Award, będąc najmłodszym wyróżnionym sportowcem i pierwszym golfistą, który otrzymał to najwyższe meksykańskie sportowe wyróżnienie. W 2006 w ramach obchodów 25. rocznicy Women's Championships otrzymała nagrodę NCAA Division I Women’s Golf Most Outstanding Student Athlete, uwzględniającą ponadprzeciętne osiągnięcia z poprzednich 25 lat. W 2003 została nagrodzona Nancy Lopez Award, corocznie przyznawaną najbardziej wyróżniającej się w skali światowej golfistce-amatorce.

## Kariera zawodowa
Po zakończeniu drugiego roku studiów Ochoa podjęła decyzję o przerwaniu edukacji i przejściu na zawodowstwo. Rozpoczęła od uczestwnictwa w zawodach z cyklu Futures Tour, gdzie na dziesięć startów triumfowała trzykrotnie. Sezon 2002 zakończyła na pierwszym miejscu zarobków co dało jej prawo gry na LPGA Tour w następnym roku.
Pełni szczęścia na koniec debiutanckiego sezonu dopełniło przyznanie tytułu Futures Tour Player of the Year.
Podczas pierwszego roku na LPGA Tour ośmiokrotnie kończyła turniej na miejscu w pierwszej dziesiątce, wliczając w to drugie miejsca w Michelob Open at Kingsmill,
oraz Wegmans Rochester International.
Sezon 2003 zakończyła na dziewiątym miejscu listy zarobków i z nagrodą LPGA Rookie of the Year.
W następnym sezonie Lorena zapisała na swoim koncie pierwsze zwycięstwa na LPGA Tour, zostając w ten sposób jedyną golfistką z Meksyku, która triumfowała na tym tourze – wygrane przyszły kolejno podczas Franklin American Mortgage Championship,
oraz Wachovia LPGA Classic.
Tego samego roku na cztery starty w turniejach Wielkiego Szlema trzykrotnie finiszowała w pierwszej dziesiątce.
W sezonie 2005 udało się jej wygrać kolejny turniej – Wegmans Rochester International – po tym jak zrobiła sześć birdie w ostatnich siedmiu dołkach.
Poza tym czterokrotnie finiszowała na drugim miejscu, oraz przekroczyła próg 3 mln dolarów zarobków jako zawodowiec.
Sezon 2006 oznaczał kolejne sześć wygranych, oraz sześć drugich miejsc. Tego roku jako druga zawodniczka w historii LPGA przekroczyła próg 2 mln dolarów zarobionych w pojedynczym sezonie, przyznano jej nagrody LPGA Player of the Year,
oraz Vare Trophy (najniższa średnia uderzeń).
Rok zakończyła na pierwszym miejscu rankingu LPGA – wyczyn powtórzony także kolejnym sezonie. W pierwszej rundzie Kraft Nabisco Championship wyrównała rekord 62 uderzeń Minei Blomqvist – najniższej rundy zagranej w turnieju wielkoszlemowym, a podczas Evian Masters zrobiła pierwszego albatrosa w karierze.
W kwietniu 2007 Lorena Ochoa została liderką światowego rankingu wyprzedzając Annikę Sörenstam.
W całym sezonie zwyciężyła ośmiokrotnie, włączając pierwsze miejsce w Women's British Open. W turnieju tym, po raz pierwszy rozgrywanym w historycznej kolebce golfa na polu St. Andrews Old Course, prowadziła od pierwszej rundy.
Po triumfie w St. Andrews wygrała dwa kolejne turnieje, wyczyn poprzednio zaprezentowany przez Sörenstam w 2005.
Tego sezonu została też pierwszą golfistką, która w jednym sezonie zarobiła ponad 4 mln dolarów.
W sezonie 2008 Ochoa znowu znalazła się na czele listy zarobków LPGA.
Na swoim koncie zdążyła zapisać kolejne siedem zwycięstw, w tym swój drugi tytuł wielkoszlemowy, tym razem zdobyty w Kraft Nabisco Championship.
Nota bene był to drugi z rzędu wygrany turniej klasy major – poprzednio uczyniła to Sörenstam w 2005. Tydzień po triumfie w Kraft Nabisco wygrała z przewagą 11 uderzeń rozgrywany w Meksyku turniej Corona Championship. W ten sposób uzyskała minimalną liczbę punktów niezbędną do otrzymania nominacji do światowej hali sław golfa (World Golf Hall of Fame), jednak na samą nominację będzie musiała poczekać do 2012 roku kiedy będzie miała za sobą pełne 10 sezonów na LPGA Tour.
Rok 2008 był także drugim z rzędu, w którym Lorenie przyznano nagrodę LPGA Player of the Year, oraz LPGA Vare Trophy.
Pierwszy turniej w którym Ochoa wzięła udział w 2009 był Honda LPGA Thailand. Po trzech rundach traciła doprowadzącej Pauli Creamer trzy uderzenia, ale ostatniego dnia dzięki rundzie 66 uderzeń odrobiła straty i ostatecznie wygrała cały turniej.
Drugie zwycięstwo sezonu wywalczone w Corona Championship pozwoliło Ochoi wrócić na pierwsze miejsce rankingu zarobków LPGA. W turnieju tym Lorena prowadziła od pierwszej rundy i dowiozła przewagę do końca skutecznie broniąc się przed szarżą najbliższej rywalki – Suzann Pettersen.
Po raz trzeci w 2009 triumfowała w Navistar LPGA Classic. W turnieju tym po dwóch rundach zajmowała pozycję współliderki. Podczas pozostałych dwóch rund stopniowo powiększała przewagę aby ostatecznie zwyciężyć z przewagą czterech uderzeń. Zdobyte dzięki temu sukcesowi 30 punktów do klasyfikacji Rolex Player of the Year pozwoliło Lorenie nadrobić stratę do prowadzącej wówczas w tym rankingu Jiyai Shin. Walka o tytuł zawodniczki roku trwała między tymi zawodniczkami do samego końca – ostatecznie decydujące okazało się birdie na ostatnim dołku kończącego sezon LPGA Tour Championship, dzięki któremu Ochoa zajęła drugie miejsce w turnieju i wyprzedziła Shin jednym punktem sięgając po raz czwarty z rzędu po tytuł Player of the Year. Równie bliski wyścig trwał po nagrodę Vare Trophy przyznawaną golfistce z najniższą średnią uderzeń na rundę, w której znowu triumfowała Ochoa, wyprzedzając Shin i Cristie Kerr.

## Zawodowe wygrane (30)

### Futures Tour (3)
| Lp. | Data                  | Turniej                                         | Zwycięski wynik   | Końcowa przewaga | 2. miejsce                    |
| --- | --------------------- | ----------------------------------------------- | ----------------- | ---------------- | ----------------------------- |
| 1.  | 16 czerwca 2002(dts)  | JWA/Michelob Light FUTURES Charity Golf Classic | -9 (70-66-65=201) | 4 uderzenia      | Amy Dahle-Fontaine            |
| 2.  | 30 czerwca 2002(dts)  | Ann Arbor FUTURES Classic                       | -8 (68-72-68=208) | 1 uderzenie      | Christina Kim                 |
| 3.  | 11 sierpnia 2002(dts) | Betty Puskar FUTURES Golf Classic               | -9 (70-68-69=207) | 2 uderzenia      | Teresa Ishiguro, Erika Wicoff |

### LPGA Tour (27)
| Legenda                        |
| ------------------------------ |
| Wielki szlem (2)               |
| Pozostałe zwycięstwa LPGA (25) |

| Lp. | Data                      | Turniej                                 | Zwycięski wynik       | Końcowa przewaga | 2. miejsce                                                                      |
| --- | ------------------------- | --------------------------------------- | --------------------- | ---------------- | ------------------------------------------------------------------------------- |
| 1.  | 16 maja 2004(dts)         | Franklin American Mortgage Championship | -16 (70-67-67-68=272) | 1 uderzenie      | Wendy Ward                                                                      |
| 2.  | 29 sierpnia 2004(dts)     | Wachovia LPGA Classic by Betsy King     | -19 (67-68-69-65=269) | 2 uderzenia      | Grace Park                                                                      |
| 3.  | 19 czerwca 2005(dts)      | Wegmans Rochester LPGA                  | -15 (67-69-72-65=273) | 4 uderzenia      | Paula Creamer                                                                   |
| 4.  | 15 kwietnia 2006(dts)     | LPGA Takefuji Classic                   | -19 (63-68-66=197)    | 3 uderzenia      | Lee Seon-hwa                                                                    |
| 5.  | 21 maja 2006(dts)         | Sybase Classic                          | -5 (71-71-66=208)     | 2 uderzenia      | Han Hee-won, Bae Kyeong                                                         |
| 6.  | 27 sierpnia 2006(dts)     | Wendy's Championship for Children       | -24 (67-68-64-65=264) | 3 uderzenia      | Stacy Prammanasudh, Lee Jee-young                                               |
| 7.  | 8 października 2006(dts)  | Corona Morelia Championship             | -20 (71-64-68-69=272) | 5 uderzenia      | Julieta Granada                                                                 |
| 8.  | 15 października 2006(dts) | Samsung World Championship              | -16 (67-73-67-65=272) | 2 uderzenia      | Annika Sörenstam                                                                |
| 9.  | 12 listopada 2006(dts)    | LPGA Tournament of Champions            | -21 (66-73-63-65=267) | 10 uderzeń       | Paula Creamer, Juli Inkster                                                     |
| 10. | 25 marca 2007(dts)        | Safeway International                   | -18 (69-64-69-68=270) | 2 uderzenia      | Suzann Pettersen                                                                |
| 11. | 20 maja 2007(dts)         | Sybase Classic (2)                      | -18 (68-67-67-68=270) | 3 uderzenia      | Sarah Lee                                                                       |
| 12. | 24 czerwca 2007(dts)      | Wegmans LPGA (2)                        | -8 (69-71-67-73=280)  | dogrywkaa        | Kim In-kyung                                                                    |
| 13. | 5 sierpnia 2007(dts)      | Women's British Open                    | -5 (67-73-73-74=287)  | 4 uderzenia      | Lee Jee-young, Maria Hjorth                                                     |
| 14. | 19 sierpnia 2007(dts)     | CN Canadian Women's Open                | -16 (70-65-64-69=268) | 3 uderzenia      | Paula Creamer                                                                   |
| 15. | 26 sierpnia 2007(dts)     | Safeway Classic                         | -12 (67-66-71=204)    | 5 uderzeń        | Park In-bee, Christina Kim, Sophie Gustafson, Mhairi McKay                      |
| 16. | 14 października 2007(dts) | Samsung World Championship (2)          | -18 (68-67-69-66=270) | 4 uderzenia      | Kim Mi-hyun                                                                     |
| 17. | 18 listopada 2007(dts)    | ADT Championship                        | -14 (70-70-66-68=274) | 2 uderzenia      | Natalie Gulbis                                                                  |
| 18. | 2 marca 2008(dts)         | HSBC Women’s Champions                  | -20 (66-65-69-68=268) | 11 uderzeń       | Annika Sörenstam                                                                |
| 19. | 30 marca 2008(dts)        | Safeway International (2)               | -22 (65-67-68-66=266) | 7 uderzeń        | Lee Jee-young                                                                   |
| 20. | 6 kwietnia 2008(dts)      | Kraft Nabisco Championship              | -11 (68-71-71-67=277) | 5 uderzeń        | Annika Sörenstam, Suzann Pettersen                                              |
| 21. | 13 kwietnia 2008(dts)     | Corona Championship (2)                 | -25 (66-66-66-69=267) | 11 uderzeń       | Kim Song-hee                                                                    |
| 22. | 20 kwietnia 2008(dts)     | Ginn Open                               | -19 (68-67-65-69=269) | 3 uderzenia      | Yani Tseng                                                                      |
| 23. | 18 maja 2008(dts)         | Sybase Classic (3)                      | -10 (68-67-71=206)    | 1 uderzenie      | Morgan Pressel, Brittany Lang, Catriona Matthew, Na Yeon Choi, Sophie Gustafson |
| 24. | 28 września 2008(dts)     | Navistar LPGA Classic                   | -15 (67-67-69-70=273) | dogrywkab        | Cristie Kerr, Candie Kung                                                       |
| 25. | 1 marca 2009(dts)         | Honda LPGA Thailand                     | -14 (71-69-68-66=274) | 3 uderzenia      | Park Hee-young                                                                  |
| 26. | 26 kwietnia 2009(dts)     | Corona Championship (3)                 | -25 (65-65-69-68=267) | 1 uderzenie      | Suzann Pettersen                                                                |
| 27. | 4 października 2009(dts)  | Navistar LPGA Classic (2)               | -18 (66-68-66-70=270) | 4 uderzenia      | Michelle Wie, Brittany Lang                                                     |

a Pokonała Kim In-kyung robiąc para na drugim dołku dogrywki.
b Pokonała Candie Kung robiąc para na drugim dołku dogrywki; Cristie Kerr odpadła z rywalizacji już po pierwszym dołku.

## Wyniki w turniejach wielkoszlemowych

### Zwycięstwa (2)
| Rok  | Zawody               | Po 54 dołkach        | Wynik                 | Przewaga    | 2. miejsce                         |
| ---- | -------------------- | -------------------- | --------------------- | ----------- | ---------------------------------- |
| 2007 | Women's British Open | 6 uderzeń przewagi   | -5 (67-73-73-74=287)  | 4 uderzenia | Lee Jee-young, Maria Hjorth        |
| 2008 | Kraft Nabisco        | 1 uderzenie przewagi | -11 (68-71-71-67=277) | 5 uderzeń   | Annika Sörenstam, Suzann Pettersen |

### Przegląd
| Turniej                    | 2000 | 2001 | 2002 | 2003 | 2004 | 2005 | 2006 | 2007 | 2008 | 2009 |
| -------------------------- | ---- | ---- | ---- | ---- | ---- | ---- | ---- | ---- | ---- | ---- |
| Kraft Nabisco Championship | DNP  | 21=  | 8    | 3    | 8=   | 35=  | 2    | 10=  | 1    | 12=  |
| LPGA Championship          | DNP  | DNP  | DNP  | 20=  | 8=   | 5=   | 9=   | 6=   | 3=   | 23=  |
| U.S. Women's Open          | CUT  | DNP  | WC   | 13=  | 44=  | 6=   | 20=  | 2=   | 31=  | 26=  |
| Women's British Open       | DNP  | DNP  | DNP  | 24=  | 4    | CUT  | 4=   | 1    | 7=   | 28=  |

| Turniej                    | 2010 |
| -------------------------- | ---- |
| Kraft Nabisco Championship | 4    |
| LPGA Championship          |      |
| U.S. Women's Open          |      |
| Women's British Open       |      |

DNP = nie brała udziału.

CUT = nie przeszła cuta.

WC = wycofała się.

"=" = ex aequo.

Zielone tło dla wygranych. Żółte tło dla miejsca w pierwszej dziesiątce.

## Podsumowanie wyników na LPGA Tour
| Sezon | Liczba startów | Zrobione cuty | Wygrane | 2. miejsca | 3. miejsca | Top 10 | Najlepsze miejsce | Zarobki (USD) | Pozycja na liście zarobków | Średnia uderzeń |
| ----- | -------------- | ------------- | ------- | ---------- | ---------- | ------ | ----------------- | ------------- | -------------------------- | --------------- |
| 2000† | 1              | 0             | 0       | 0          | 0          | 0      | 0                 | n/d           | n/d                        | 76,50           |
| 2001† | 2              | 2             | 0       | 0          | 0          | 1      | T7                | n/d           | n/d                        | 70,75           |
| 2002§ | 4              | 4             | 0       | 0          | 0          | 2      | T5                | 19.080        | n/d                        | 70,62           |
| 2003  | 24             | 23            | 0       | 2          | 3          | 8      | 2                 | 823.740       | 9                          | 70,97           |
| 2004  | 27             | 27            | 2       | 1          | 5          | 18     | 1                 | 1.450.824     | 3                          | 70,02           |
| 2005  | 23             | 20            | 1       | 4          | 0          | 10     | 1                 | 1.201.786     | T4                         | 71,39           |
| 2006  | 25             | 25            | 6       | 6          | 2          | 20     | 1                 | 2.592.872     | 1                          | 69,24           |
| 2007  | 25             | 25            | 8       | 5          | 2          | 21     | 1                 | 4.364.994     | 1                          | 69,69           |
| 2008  | 22             | 22            | 7       | 0          | 2          | 17     | 1                 | 2.763.193     | 1                          | 69,70           |
| 2009  | 22             | 22            | 3       | 4          | 0          | 13     | 1                 | 1.489.395     | 4                          | 70,16           |

† gra ze statusem amatora.
§ w trzech pierwszych turniejach gra ze statusem amatora.

## Podsumowanie wyników na Futures Tour
| Sezon | Liczba startów | Zrobione cuty | Wygrane | 2. miejsca | 3. miejsca | Top 10 | Najlepsze miejsce | Zarobki (USD) | Pozycja na liście zarobków | Średnia uderzeń |
| ----- | -------------- | ------------- | ------- | ---------- | ---------- | ------ | ----------------- | ------------- | -------------------------- | --------------- |
| 2002  | 10             | 10            | 3       | 4          | 0          | 8      | 1                 | 53.702        | 1                          | 69,27           |

## Nagrody i wyróżnienia
2001
- Mexico National Sports Award (jako amatorka)

2002
- Futures Tour Rookie of the Year
- Futures Tour Player of the Year

2003
- LPGA Rookie of the Year

2006
- Mexico National Sports Award (2)
- AP Female Athlete of the Year
- Mexico Athlete of the Year
- LPGA Rolex Player of the Year
- LPGA Tour Money Winner
- LPGA Vare Trophy
- Golf Writers Association of America Female Player of the Year

2007
- LPGA Rolex Player of the Year (2)
- LPGA Tour Money Winner (2)
- LPGA Vare Trophy (2)
- Women's Sports Foundation Sportswoman of the Year
- Glamour Magazine Woman of the Year
- Mexico National Sports Award (3)
- Golf Writers Association of America Female Player of the Year (2)
- AP Female Athlete of the Year (2)
- EFE Sportswoman of the Year
- Heather Farr Player Award

2008
- Best International Athlete ESPY Award
- LPGA Rolex Player of the Year (3)
- LPGA Tour Money Winner (3)
- LPGA Vare Trophy (3)
- Golf Writers Association of America Female Player of the Year (3)

2009
- LPGA Rolex Player of the Year (4)
- LPGA Vare Trophy (4)